# Davy Jones (músico)
Davy Jones, cuyo nombre real era David Thomas Jones (Mánchester, 30 de diciembre de 1945-Indiantown, 29 de febrero de 2012), fue un músico, cantante, compositor, actor y empresario británico, conocido por haber sido miembro del grupo musical The Monkees. Como actor fue nominado al premio Tony, por su papel de Artful Dodger, en la obra Oliver! Participó además en las series The Brady Bunch, Love American Style y My Two Dads. Además, es considerado uno de los grandes ídolos juveniles de todos los tiempos.

## Primeros años
Davy Jones nació en el n.º 20 de Leamington Street, Openshaw, Mánchester, Inglaterra. Su debut como actor fue el 6 de marzo de 1961, como Colin Lomax, nieto de Ena Sharples, en el show de la BBC Coronation Street. También apareció en la serie policial de la BBC Z-Cars. Cuando tenía 14 años falleció su madre, producto de un enfisema, lo cual lo decidió a dejar la actuación y ensayar como jockey, aprendiendo del entrenador Basil Foster, en Newmarker. Incluso abandonó la secundaria para dedicarse de lleno a esta actividad. Sin embargo, su carrera como jockey fue corta. Aunque Foster creía que Davy tendría una exitosa carrera como jockey, lo animó a participar como Artful Dodger, en la obra Oliver! en el West End de Londres, esta movida cambió radicalmente la vida de Jones. A cambio, se preocupó de Foster en sus últimos años, llevándolo a Estados Unidos y ayudándolo económicamente.

## Inicio de su carrera

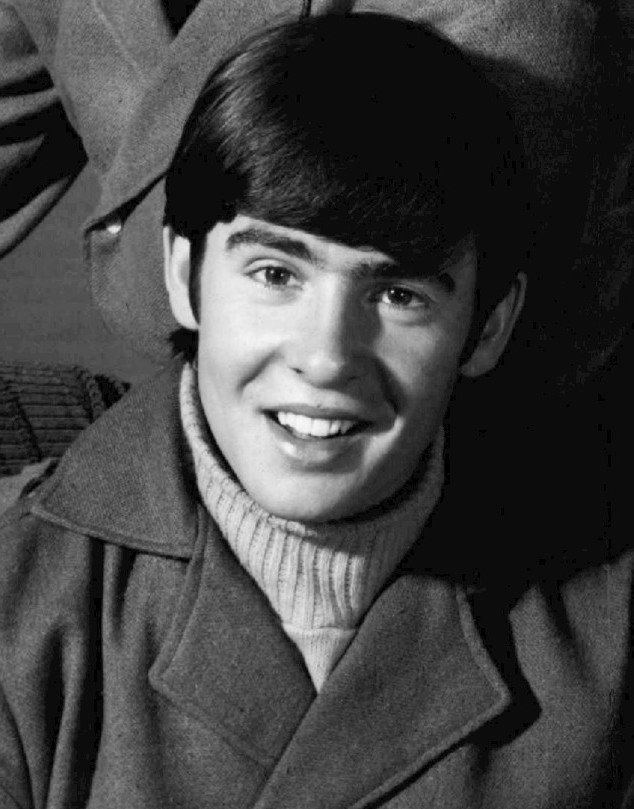
Davy Jones en 1966

Un amigo de Foster le comentó que faltaba un chico para una obra musical, que se estrenaría en el West End de Londres. De inmediato Foster dijo "yo tengo al niño". Jones fue al casting y obtuvo el papel, por el cual obtuvo grandes aclamaciones. La obra fue realizada en Londres y luego en Broadway, donde fue nominado al Premio Tony. El 9 de febrero de 1964 apareció en el Show de Ed Sullivan, junto a Georgia Brown, quien hacía el papel de Nancy en la versión de Broadway de Oliver! Este fue el episodio donde aparecieron Los Beatles en su primera presentación en Norteamérica. Sobre esa noche Jones dijo "vi a Los Beatles en un costado del escenario, vi a las chicas enloquecer, y me dije yo quiero ser parte de esto".
Después de su aparición en el Show de Ed Sullivan, Jones firmó contrato con Ward Sylvester de la Screen Gems, en aquella época división televisiva de la Columbia. Jones logró un par de apariciones en series de televisión , como Ben Casey y Farmer's Daughter, logrando con esto un importante tiempo en pantalla.
Además, en la semana del 14 de agosto de 1965, logró entrar al Top 100 con el sencillo "What are we going to do?". Con 19 años, firmó como cantante para Colpix Records, sello propiedad de Columbia; al poco tiempo el sello lanzó su primer álbum, que también se lanzó en Inglaterra, pero solo en grabación mono, por el sello Pye.

### Con The Monkees
Desde 1965 hasta 1971, Jones fue miembro de The Monkees, un grupo de rock pop formado expresamente para un programa de televisión del mismo nombre. Como Screen Gems producía la serie, Jones fue incorporado al casting, siendo el único Monkee con contrato firmado con el estudio, todavía sin conocer a los productores Bob Rafelson y Bert Schneider. Como Monkee, Jones tuvo la voz principal sobre varias canciones del grupo, incluyendo I Wanna Be Free y DayDream Believer.
Después de que el espectáculo salió del aire, en 1971,  y el grupo se disolvió, él siguió trabajando de solista, más tarde junto al ex-Monkee Micky Dolenz y los compositores Tommy Boyce y Bobby Hart con el grupo llamado, Dolenz, Jones, Boyce y Hart, hasta 1974.
El 23 de febrero de 1986, MTV, hizo una maratón con el Show de The Monkees, al cual llamó "Pleasant Valley Sunday". Esto provocó una ola de monkeemanía, similar a los viejos tiempos. Jones decidió reunirse con Dolenz y Peter tork, para celebrar el éxito de la banda y promover el aniversario No 20. Lograron un top 20, con la canción "Thas was then, this is now"(aunque Jones no participó de esta grabación)y lanzaron un nuevo álbum "Pool It".
En 1996, Jones se reunió con Dolez, Tork y Mike Nesmith para conmemorar el aniversario No 30 de la banda. Lanzaron un nuevo álbum llamado "Justus", siendo el primer álbum desde el álbum de 1967 Headquarters, donde los miembros de la banda tocan todos los instrumentos. Fue la última vez que Los Monkees tocaron juntos.
En febrero de 2011, Jones confirmó que había conversaciones con los otros miembros de la banda para reunirse nuevamente y realizar una nueva gira por Estados Unidos y el Reino Unido.Dijo "Hay muchos rumores que nos ponen juntos para realizar una gira por USA e Inglaterra, y esas exitosas canciones se escuchan por la radio, en comerciales, en el cine y donde sea".  La gira(última de Jones) tuvo el nombre de "An evening with The Monkees: The 45th Anniversary Tour"

### Carrera post Monkees
En 1967, inauguró una tienda llamada "Zilch", donde vendía ropa y accesorios Hip, además permitía a sus clientes diseñar su propia ropa.
Luego del desbande oficial de The Monkees en 1971, decidió instalar un negocio tipo mercadillo neoyorquino, en Los Ángeles, llamado "The Street", gastando alrededor de 40 mil dólares. Además, colaboró con el director musical Doug Trevor, en el especial de televisión de la ABC, llamado "Pop goes Davy Jones", que duró una hora y tuvo como invitados a grupos como Jackson 5 y The Osmonds.
En 1971, Bell Records, que tenía varios éxitos con "The Partridge Family", hizo firmar a Jones un contrato para grabar en solitario, con condiciones muy estrictas, ya que no le permitían elegir productor ni las canciones, esto resultó en una grabación sin brillo y sin objetivo claro. Su segundo álbum en solitario, Davy Jones de 1971, logró colocar la canción  "Rainy Jane", en el No 52 de los listados del Billboard. Para promover el álbum, Jones interpretó la canción "Girl", en un episodio de la serie "The Brady Bunch" llamado "Getting Davy Jones". Sin embargo, la venta del álbum fue baja y la aparición de Jones, destacó con "Girl", único motivo de tener algún recuerdo exitoso. Su último single "Road to love" tuvo una pobre recepción.
Jones continuó actuando, como él mismo o en otros roles. Así logró aparecer en un capítulo de la serie "Here comes the bride" y en dos episodios de "Love american style" y dos de ""My two dads". También hizo un cameo, actuando como él mismo, en forma animada en la película de animación, de una hora, "The new Scooby-Doo movies".
A pesar de la fama que tenía al terminar The Monkees, Jones debió luchar para poder establecerse en solitario. En 1986, Glen A. Baker autor del libro "Monkeemania The True Story of The Monkees", comentó: "Para un artista tan seguro y versátil como Jones, su relativo fracaso, en sus actividades post-Monkees, fue un acertijo. Con las pesimistas predicciones de la prensa, acerca de su futuro, Davy extravió el rumbo y perdió la fe en sus medios."
El 2009 Jones realizó varios cameos apareciendo como él mismo en capítulos de "Bob Esponja", "Sledge Hammer", "Boys Meets World", "Hey, Arnold!". Aún continuaba su popularidad, por su aparición en un episodio de la serie "The Brady Bunch" de 1971, esto hizo que lo llamaran para una película de "The Brady Bunch", donde cantó la canción "Girl", esta vez con el respaldo de una banda grunge y ahora con mujeres de mediana edad gritando y desmayándose por él. En el mismo film aparecen junto a él Mickey Dolenz y Peter Tork, en papeles de jueces.
Jones nunca abandonó el teatro, y después de The Monkees, participó en varias producciones de la obra Oliver!, haciendo el papel de Fagin.
El 2001 Jones lanzó "Just Me", un álbum donde todas las canciones fueron escritas por él, algunas para el álbum y otras de sus tiempos de The Monkees. Al principio de la década del 2000, Jones participó en una serie de conciertos llamados "Flower Power Concert Series", durante un Festival de Flores y Jardines en Epcot, concierto anual donde estuvo hasta su muerte.
En abril del 2006, Jones grabó la canción "Your Personal Penguin", escrita por la autora infantil Sandra Boynton como pieza de acompañamiento para su libro del mismo título. El 1 de noviembre de 2007 el libro de Boynton, junto a su Cd llamado "Mother Moo" salieron al público, figurando en ambos Jones como cantante del título "Your Personal Penguin". Debido a esta colaboración, Jones se convirtió en amigo cercano de Boynton.
En diciembre del 2008 Yahoo! Music nombró a Jones como el "Ídolo Juvenil Número Uno de Todos los Tiempos". El 2009 apareció segundo en un listado con los diez "Mejores Ídolos Juveniles" confeccionado por el Noticiero Fox. Durante este mismo año lanzó un álbum con canciones elegidas desde la década del 40 al 70, titulado "She".

## Vida Familiar
Jones se casó tres veces. En enero de 1968, se casó secretamente con Linda Haines. Su matrimonio se mantuvo oculto del público por 18 meses y cuando salió a luz causó una gran decepción a sus fanáticas. Más tarde, en la revista Tiger Beat Jones dijo “mantuve mi matrimonio en secreto porque creo que las estrellas tienen derecho a tener un poco de privacidad. Jones y Haines tuvieron dos hijas: Talia Elizabeth (nacida el 2 de octubre de 1968) y Sarah Lee (nacida el 3 de julio de 1971). El matrimonio terminó en 1975.
Jones se casó por segunda vez con Anita Pollinger el 24 de enero de 1981, y también tuvo dos hijas con ella: Jessica Lillian (nacida el 4 de septiembre de 1981) y Annabel Charlotte (nacida el 26 de junio de 1988). Se divorciaron en 1996, durante la gira por el Aniversario 30 de The Monkees. Jones se casó por tercera vez el 30 de agosto de 2009, con Jessica Pacheco, quien también se casaba por tercera vez. El 28 de julio de 2011, Jessica solicitó el divorcio a Jones.
Al margen de su carrera en el campo del entretenimiento, el primer amor de Jones fueron las carreras de caballos. Entrenó para ser jockey en su juventud, más tarde diría al respecto: “Cometí un gran error. Cuando terminaron The Monkees en 1969-70 debería haber abandonado Hollywood y haber vuelto a las carreras ¡En vez me demoré diez años en hacerlo. Todos cometemos errores y este ha sido el más grande de mi vida”. Sacó licencia como jinete amateur y corrió su primera carrera en Newbury. 
El 1 de febrero de 1996 ganó su primera carrera, en la milla del hipódromo de Linfield en Ontario, con hándicap para Jinetes Amateur.  Jones también fue propietario de caballos tanto en los EE. UU. como en el Reino Unido, y se desempeñó como portavoz comercial del Hipódromo Colonial Downs en Virginia. En homenaje a Jones, el Hipódromo Lingfield Park anunció que las dos primeras carreras del programa del 3 de marzo de 2012 se cambiaría el nombre a "Hey Hey We’re The Monkees" y a "En Memoria a Davy Jones”. También se anunciaron planes para erigir una placa para conmemorar a Jones cerca del laberinto existente en el campo.

## Fallecimiento
En la mañana del 29 de febrero de 2012, Jones fue a revisar sus 14 caballos en una granja en Indiantown, Florida. Después de montar a uno de sus favoritos alrededor de la pista sintió un fuerte dolor en el pecho y dificultad al respirar. Fue llevado al Martin Memorial South Hospital en Stuart, Florida, donde se anunció su fallecimiento debido a un severo ataque cardíaco producto de ateroesclerosis.
El miércoles 7 de marzo de 2012, se realizó un funeral privado en la Iglesia Católica de Holy Cross en Indiantown, Florida. Los tres Monkees restantes decidieron no asistir para no llamar la atención de los medios y evitar molestias a la familia durante el sepelio. En su lugar organizaron una misa de recuerdo en New York y otra en Los Ángeles, donde asistió la familia y amigos cercanos. También se realizó un servicio público el 10 de marzo en Beavertown, Pennsylvania cerca de una iglesia que Jones había adquirido y que pensaba renovar.

## Discografía

### Álbumes de estudio
- 1965 : David Jones
- 1971 : Davy Jones
- 1976 : Christmas Jones
- 1986 : Incredible
- 2001 : Just Me
- 2004 : Just Me 2
- 2009 : She

### Sencillos
- Dream Girl (1965)
- What Are We Going to Do (1965)
- The Girl From Chelsea (1965)
- It Ain't Me Babe (1967)
- Do It In The Name Of Love (1971)
- Rainy Jane (1971)
- I Really Love You (1971)
- Girl (1971)
- I'll Believe in You (1972)
- You're a Lady (1972)
- Rubberene (1973)
- (Hey Ra Ra Ra) Happy Birthday Mickey Mouse (1978)
- It's Now (1981)
- Dance Gypsy (1981)
- Sixteen (Baby, You'll Soon Be Sixteen) (1982)
- I'll Love You Forever (1984)
- After Your Heart (1981)
- Valleri (Re-Recorded: 1986)
- Don't Go (1986) written by Jeff Jones
- Daydream Believer (Re-Recorded: 1994)
- You're in My Heart (1994)
- It's Not Too Late (1994)
- It's Christmas (1997)
- Hold Me Tight (2001)
- When You Tell Me That You Love Me (2001)
- Leavin' It Up To You (2003)
- Daydream Believer (Regrabado: 2004)
- Amore (2010)
- A Little Bit Me, A Little Bit You (Regrabado: Lanzado en 2012)
- Girl (Regrabado: Lanzado en 2012)
- Daydream Believer / I Wanna Be Free (2017, 7A Records)

### Canciones escritas o coescritas por Davy Jones
- "Savin' My Love for You" (Micky Dolenz & Davy Jones)
- "Band 6" (Micky Dolenz, Davy Jones, Michael Nesmith & Peter Tork)
- "Zilch" (Micky Dolenz, Davy Jones, Michael Nesmith & Peter Tork)
- "Dream World" (Davy Jones & Steve Pitts)
- "If You Have the Time" (Davy Jones & Bill Chadwick)
- "Party" (Davy Jones & Steve Pitts)
- "Changes" (Davy Jones & Steve Pitts)
- "Time And Time Again" (Davy Jones & Bill Chadwick)
- "War Games" (Davy Jones & Steve Pitts)
- "Smile" (Davy Jones)
- "Hard to Believe" (David Jones, Kim Capli, Eddie Brick, & Charlie Rockett)
- "Girl Named Love" (Davy Jones & Charlie Smalls)
- "Oh, What a Night" (Davy Jones)
- "(I'll) Love You Forever" (Davy Jones)
- "You and I" (Davy Jones & Bill Chadwick)
- "You and I" (Micky Dolenz & Davy Jones)
- "It's Not Too Late" (Davy Jones)
- "Goin' Down" (Micky Dolenz, Davy Jones, Peter Tork, Diane Hilderbrand & Michael Nesmith)
- "Mister Bob" (Micky Dolenz, Davy Jones, Michael Nesmith, Peter Tork & Eric Van Den Brink)

## Filmografía

### Televisión
Lista seleccionada
- 1961: Coronation Street (Colin Lomas)
- 1962: Z-Cars
- 1966-1968: The Monkees
- 1972: Las nuevas películas de Scooby-Doo (episodio 13)
- 1979: Horse in the House (Frank Tyson)
- 1988: Sledge Hammer! (Jerry Vicuna)
- 1988–1989: My Two Dads (Malcolm O'Dell)
- 1995: Boy Meets World (Reginald Fairfield)
- 1997: Sabrina, la bruja adolescente (2ª temporada, episodio 4 : Dante's Inferno)
- 2002: ¡Oye, Arnold! (5ª temporada, episodio 82B El viaje de pesca)
- 2009: Bob Esponja [Él mismo (cameo)]
- 2011: Phineas and Ferb [Nigel (voz)]

### Cine
- 1968: Head (Davy)
- 1972: Treasure Island (Jim Hawkins)
- 1974: Oliver Twist (The Artful Dodger)
- 1995: The Brady Bunch Movie
- 2007: Sexina
- 2011: Goldberg P.I.